# William Harrison Cowlishaw
William Harrison Cowlishaw (1869–1957) war ein britischer Architekt. Er war ein Vertreter des Arts and Crafts Movement.
Zu den ersten Arbeiten von Cowlishaw zählen das in Crockham Hill (Kent) gelegene The Cearne von 1896, ein Wohnhaus für Constance Garnett und deren Ehemann Edward Garnett. Außerdem entwarf er The Cloisters in Letchworth Garden City. Das 1905 von ihm entworfene Haus wurde zwei Jahre später als Open-Air-Schule für Psychologie eröffnet.
Nach dem Ersten Weltkrieg wurde Cowlishaw von der Imperial War Graves Commission (heute: Commonwealth War Graves Commission) beauftragt, Gedenkstätten und Militärfriedhöfe in Flandern und Frankreich zu konzipieren. Die bekanntesten Bauten sind das Mémorial de Pozières und die bei Ypern gelegenen Soldatenfriedhöfe Prowse Point, Rifle House und Devonshire Cemetery.